# Jachtopzienerswoning De Oude Tempel
Jachtopzienerswoning De Oude Tempel in Soesterberg is een gemeentelijk monument in de gemeente Soest in de provincie Utrecht. De woning staat op het terrein van de voormalige buitenplaats De Oude Tempel.
De woning werd in 1913 gebouwd voor de Utrechtse jonkheer R.A. van Holthe tot Echten naar een ontwerp van de Amersfoortse architect G.C.B. van Dijk.  
In 1947 werd het huis dat toen in gebruik was als tuinmanswoning verbouwd naar een ontwerp van architect Alb. van Essen. De opdracht werd gegeven door de Nederlands Hervormde Stichting voor Zenuw- en Geestesziekten.
Het pand bestaat uit een bouwlaag met een zolderverdieping met dakkapel. De vensterluiken van de voorgevel hebben een zandlopermotief. De strekken van het verder witgepleisterde huis zijn uitgespaard.